# Coronilla minima
Coronilla minima é uma espécie de planta com flor pertencente à família Fabaceae.
A autoridade científica da espécie é L., tendo sido publicada em Centuria II. Plantarum, em 1756.

## Subespécies
Segundo a base de dados Tropicos a espécies tem as seguintes subespécies:
- Coronilla minima subsp. clusii
- Coronilla minima subsp. lotoides Nyman
- Coronilla minima subsp. minima
- Coronilla minima subsp. vigoi Pitarch & Sanchis

## Portugal
Trata-se de uma espécie presente no território português, nomeadamente os seguintes táxones infraespecíficos:
- Coronilla minima subsp. minima - presente em Portugal Continental. Em termos de naturalidade é nativa da região atrás referida. Não se encontra protegida por legislação portuguesa ou da Comunidade Europeia.